# Феминистская экономика
Феминистская экономика — критическое исследование экономики и экономических систем с точки зрения гендера. Феминистскими учёными были рассмотрены ранее игнорировавшиеся в экономике темы (работа по уходу, насилие со стороны интимного партнера и т.п.). Были предложены улучшения экономических теорий за счёт включения гендерных эффектов и взаимодействий в оплачиваемые и неоплачиваемые сектора экономики.  Были предложены новые формы сбора и измерения данных, такие как Индекс гендерного расширения прав и возможностей женщин(англ. Gender Empowerment Measure, GEM). Были предложены теории, точнее учитывающие гендерные аспекты ( подход, основанный на возможностях). Были смещены цели, так феминистская экономика ориентирована на «повышение благосостояния детей, женщин и мужчин в местных, национальных и транснациональных сообществах».
Традиционная экономика рассматривается с точки зрения социального конструкционизма, с акцентом на исключительное внимание к мужскому началу, ведущему к односторонним предпочтением предположений и методов, связанных с мужским началом. Феминистские экономисты призывают к более полному исследованию экономической жизни, включая такие культурно женские темы, как семейная экономика, и привлекают внимание к важности изучения связей и эмоций для объяснения экономических явлений.
Такие учёные, как Эстер Бозеруп, Марианна Фербер, Друцилла К. Баркер, Джули А. Нельсон, Мэрилин Уоринг, Нэнси Фольбре, Дайан Эльсон, Барбара Бергманн и Эйлса Маккей, внесли свой вклад в феминистскую экономику. Книгу Мэрилин Уоринг  «Если бы женщины считались »(англ. If Women Counted, 1988) называют основополагающим документом феминистской экономики. К 1990-м годам феминистскую экономику признали устоявшейся отраслью экономики.

## Происхождение и история
До возникновения феминистской экономики феминистские этики, экономисты, политологи и системологи утверждали, что традиционная женская работа (воспитание детей, уход за больными и престарелыми и т. д.) и профессии (уход за больными, преподавание) систематически недооцениваются. Джейн Джекобс противопоставляла «этику опекуна» и «этику торговца» с целью объяснения недооценки опекунской деятельности, включая задачи по защите, воспитанию и исцелению детей, традиционно возлагаемые на женщин.
Книга Бетси Уорриор «Домашняя работа: рабство или труд любви и источник свободного времени» ( англ. Housework: Slavery or a Labor of Love and The Source of Leisure Time , 1969, позднее опубликована в «Справочнике домохозяйки») постулирует и аргументирует идею важности женского домашнего труда, как основы экономики и выживания; при этом не оплачиваемого и не включённого в ВВП.
Согласно Уорриор, современная экономика игнорирует такой женский труд, как:
- репродуктивный труд, который производит каждого нового работника (и первый товар, которым является материнское молоко, и который поддерживает каждого нового потребителя/работника)
- экологически необходимая уборка, приготовление пищи для того, чтобы сделать сырьё пригодным для потребления, переговоры для поддержания социальной стабильности и воспитание, которое готовит к рынку и поддерживает каждого работника.

Уорриор также отмечает непризнанный доход мужчин от незаконной деятельности (торговля оружием, наркотиками и людьми, политическое взяточничество, религиозные вознаграждения), обесценивающий цифры ВВП. Также в подпольной экономике, где женщины преобладают численно (торговля людьми, проституция, домашнем рабство) лишь незначительная часть доходов сутенёра достается женщинам и детям, которых он использует. Обычно сумма, потраченная на них, идёт на поддержание их жизни, а в случае с теми, кто занимается проституцией, часть денег может быть потрачена на одежду и другие принадлежности, которые сделают их более востребованными клиентами. Например, если рассматривать только США, то, согласно спонсируемому правительством отчету Urban Institute в 2014 году, уличная проститутка в Далласе может зарабатывать всего 5 долларов за половой акт. Но сутенёры могут получать 33 000 долларов в неделю в Атланте, где секс-бизнес приносит, по оценкам, 290 миллионов долларов в год“.
В книге Эстер Бозеруп «Роль женщины в экономическом развитии» (1970) были опубликованы результаты систематических исследований гендерных эффектов сельскохозяйственной трансформации, индустриализации и других структурных изменений, несущих негативные последствия для женщин. Книга, среди прочих работ, заложила основу для широкого утверждения о том, что женщины и мужчины по-разному переносят последствия макроэкономических потрясений, неолиберальной политики и  глобализации. Обеспечение равенства в сфере занятости было реализовано в развитых странах в 1970—1990-х годах, но эти меры не были полностью успешными в устранении разрыва в оплате труда даже в странах с сильными традициями равенства.
В книге «Если бы женщины считались» (1988) была представлена новаторская и систематическая критика системы национальных счетов, международного стандарта измерения экономического роста и способов исключения неоплачиваемого труда женщин, а также ценности природы из того, что считается производительным в экономике. В предисловии к сборнику 2014 года «Рассчитывая на Мэрилин Уоринг» Джули А. Нельсон отметила, что вопросы экологической устойчивости со временем стали только более насущными, а область феминистской экономики расширилась, включив в себя эти и другие темы.
Были созданы следующие организации:
- Комитет по положению женщин в экономической профессии (CSWEP, 1972)
- Феминистская сеть учёных Альтернативы развития с участием женщин для новой эры[англ.] (DAWN)
- Международная ассоциация феминистской экономики (IAFFE, 1992) вместе с её журналом «Феминистская экономика»[англ.] (1994)[3][4].

Феминистская критика экономики началась с микроэкономики рынков домохозяйств и труда и распространилась на макроэкономику и международную торговлю, в конечном итоге охватив все области традиционного экономического анализа.
Феминистская экономика родственна экологической экономике и более прикладной области зеленой экономики, ориентированных на ценности устойчивости, природы, справедливости и заботы.

## Критика традиционной экономики
Феминистские экономисты предлагают разнообразные критические замечания по поводу стандартных подходов в экономике. Известная феминистка-экономистка Паула Ингланд выступила с одной из первых феминистских критических оценок традиционной экономики, оспорив утверждения о том, что:
- межличностные сравнения полезности невозможны;
- вкусы неизменны;
- главы домохозяйств действуют альтруистично и т.д.

### Нормативность
Многие феминистки обращают внимание на оценочные суждения в экономическом анализе, противоречащие типичному представлению об экономике как о позитивной науке.  Джефф Шнайдер и Джин Шекелфорд предполагают, что,  вопросы, которые экономисты выбирают для изучения, типы вопросов, которые они задают, и тип проводимого анализа — продукт системы убеждений, на которую влияют многочисленные факторы, некоторые из которых носят идеологический характер. Диана Штрассманн комментирует: «Вся экономическая статистика основана на базовой истории, составляющей основу определения». Феминистские экономисты обращают внимание на оценочные суждения во всех аспектах экономики.

### Свободная торговля
Феминистские экономисты подвергают сомнению центральный принцип традиционной экономики о том, что торговля может принести пользу всем за счет сравнительных преимуществ и повышения эффективности за счет специализации и большей производительности. Дайан Элсон, Карен Гроун и Нилуфер Кагатай исследуют роль гендерного неравенства в международной торговле и то, как такая торговля меняет само гендерное неравенство. Они и другие феминистские экономисты исследуют, чьим интересам служат конкретные торговые практики.
В Африке специализация на выращивании одной товарной культуры для экспорта во многих странах сделала эти страны чрезвычайно уязвимыми к колебаниям цен, погодным условиям и вредителям. В Кении мужчины контролировали доходы от товарных культур, в то время как женщины, согласно их традиционной роли в африканской семье, обеспечивали домохозяйства продовольствием и одеждой, а также трудились в производстве товарных культур. Таким образом, женщины значительно пострадали при переходе от натурального производства продуктов питания к специализации и торговле. Женщин с большей вероятностью нанимают в качестве дешёвой рабочей силы, что часто вовлекает их в ситуации эксплуатации.

### Исключение нерыночной деятельности
Феминистская экономика привлекает внимание к важности нерыночной деятельности ( уход за детьми, работа по дому и т.п.) для экономического развития, что контрастирует с неоклассической экономикой, где эти формы труда не учитываются и считаются «неэкономическими» явлениями. Женщины непропорционально выполняют эти задачи. Когда этот труд не учитывается в экономических моделях, значительная часть работы, выполняемой женщинами, игнорируется, что буквально обесценивает их усилия.
Нэнси Фольбре изучает роль детей как общественного блага и то, как нерыночный труд родителей способствует развитию человеческого капитала как общественной услуги. Дети представляют собой положительный внешний фактор, который в традиционном анализе экономики недооценивается. Фольбре указывает, что это упущение частично является результатом ненадлежащего изучения нерыночной деятельности.
Мэрилин Уоринг описала исключение нерыночных видов деятельности в национальных системах бухгалтерского учёта . В некоторых странах, таких как Норвегия, которые включили неоплачиваемую домашнюю работу в ВВП в первой половине XX-го века, в 1950 году она была исключена из соображений совместимости с новым международным стандартом.
Айлса Маккей выступает за базовый доход как инструмент для продвижения гендерно-нейтральных прав социального гражданства.

### Упущение властных отношений
Феминистская экономика утверждает, что властные отношения существуют в экономике и, следовательно, должны оцениваться в экономических моделях. В неоклассических текстах по экономике продажа рабочей силы рассматривается как взаимовыгодный обмен, приносящий пользу обеим сторонам. При этом не упоминается неравенство власти в этом обмене, которое, как правило, даёт работодателю власть над работником, и  особые трудности, с которыми сталкиваются женщины на рабочем месте.

### Исключение пола и расы
Феминистская экономика утверждает необходимость учитывать пол и расу при экономическом анализе. Амартия Сен утверждает необходимость рассмотрения гендера как самостоятельной силы в анализе развития".
Экономические модели часто можно улучшить, если явно учитывать пол, расу, класс и касту. Гендерные и расово-этнические различия и неравенство не только предшествовали капитализму, они были встроены в него ключевыми способами, но традиционно игнорировалось. Июльский выпуск журнала Feminist Economics за 2002 год был посвящен вопросам «пола, цвета кожи, касты и класса».

### Преувеличение гендерных различий
В случаях преувеличения гендерных различий могут формироваться неоправданные стереотипы. Джули А. Нельсон показала, что идея поведенческой экономики о том, что «женщины более склонны к риску, чем мужчины», основывается на крайне скудных эмпирических данных. Размер этих различий на уровне группы, как правило, невелик (порядка доли стандартного отклонения), а во многих других исследованиях вообще не удается обнаружить статистически значимых различий.
Утверждения о том, что у мужчин и женщин «разные» предпочтения (в отношении риска, конкуренции или альтруизма), часто ошибочно интерпретируются как категоричные, то есть как относящиеся ко всем женщинам и всем мужчинам как к личностям. Небольшие различия в среднем поведении обычно сопровождаются значительным совпадением в распределениях мужчин и женщин. Как мужчины, так и женщины, как правило, могут быть как в наиболее не склонных к риску (или конкурентных, или альтруистичных) группах, так и в наименее.

### Homo economicus
Феминистские экономисты утверждают, что люди сложнее таких неоклассических экономических моделей человека, как Homo economicus (модель взаимодействия человека в обществе без влияния со стороны общества посредством идеального рынка, в котором единственным необходимым соображением являются цены). Согласно этой модели, люди считаются рациональными субъектами, которые занимаются предельным анализом для принятия решений. Феминистская экономика включает групповые взаимодействия и действия, мотивированные факторами, отличными от жадности", утверждая, что мейнстримная экономика переоценивает роль индивидуализма, конкуренции и эгоизма всех субъектов. Нэнси Фольбреутверждает, что сотрудничество также играет определённую роль в экономике.
Агентность не доступна детям, больным и немощным пожилым людям. Обязанности по уходу за ними также могут поставить под угрозу свободу действий лиц, осуществляющих уход. Это критическое отклонение от модели homo economicus.
Нэнси Фольбре отмечает: «Правовые нормы и культурные нормы могут влиять на результаты рынка явно невыгодным для женщин образом» (профессиональная сегрегация, приводящая к неравной оплате труда женщин), что противоречат неоклассическому описанию рынков труда, в которых профессии выбираются свободно индивидами, действующими в одиночку и по своей собственной свободной воле. Феминистская экономика также включает в себя изучение норм, имеющих отношение к экономике, бросая вызов традиционному взгляду на то, что материальные стимулы надёжно обеспечат общество товарами, которые оно хочет и в которых нуждается (суверенитет потребителя), что не соответствует действительности для многих людей.
Институциональная экономика — один из способов совершенствования модели homo economicus феминистскими экономистами. Эта теория рассматривает роль институтов и эволюционных социальных процессов в формировании экономического поведения, подчеркивая «сложность человеческих мотивов и важность культуры и властных отношений». Это обеспечивает более целостный взгляд на экономического субъекта, чем homo economicus.
Эффективная заработная плата, основана на представлениях о справедливости и представляет собой пример феминистской модели экономических субъектов, основанной на эмпирической социологии и психологии и предполагает, что на заработную плату могут влиять соображения справедливости, а не только одни рыночные силы.

### Ограниченная методология
Экономику часто считают изучением того, как общество управляет своими ограниченными ресурсами, и как таковую её ограничивают математическими исследованиями, отделяя её от социологии и политологии. Феминистские экономисты, напротив, утверждают, что математическая концепция экономики, ограниченная дефицитными ресурсами, является пережитком ранних лет науки и картезианской философии и ограничивает экономический анализ. Поэтому феминистские экономисты часто призывают к более разнообразному сбору данных и более широким экономическим моделям.

### Экономическая педагогика
Феминистские экономисты рекомендуют включать в учебный процесс экспериментальное обучение, лабораторные занятия, индивидуальные исследования и больше возможностей «заниматься экономикой». Некоторые хотят больше диалога между преподавателями и студентами. Многие феминистки-экономисты крайне заинтересованы в том, как содержание курса повлияет на демографический состав будущих экономистов, предполагая, что «климат в классе» влияет на восприятие некоторых студентов своих собственных способностей.

### Финансовый кризис 2000-х годов
Маргунн Бьёрнхолт и Эйлса Маккей утверждают, что финансовый кризис 2007—2008 годов и реакция на него выявили кризис идей в традиционной экономике и в экономической профессии. Преобразование должно включать новые достижения в феминистской экономике, которые берут за отправную точку социально ответственный, разумный и подотчетный субъект в создании экономики и экономических теорий.

## Основные области исследования

### Экономическая эпистемология
Феминистская критика экономики включает утверждение, что "экономика, как и любая наука, социально сконструирована ", экономика идентифицируется с мужчинами, западным и гетеросексуальным. Феминистская теория показывает, как традиционные экономические сообщества сигнализируют об ожиданиях относительно соответствующих участников, исключая посторонних. Описание экономики находится под сильным влиянием предвзятых историй, социальных структур, норм, культурных практик, межличностных взаимодействий и политики.
Феминистские экономисты утверждают, что мужская предвзятость в экономике в первую очередь является результатом гендера, а не пола. Традиционная экономика фокусируются на социальных убеждениях относительно мужественности, таких как объективность, разделение, логическая последовательность, индивидуальные достижения, математика, абстракция и отсутствие эмоций, но не на гендере власть имущих и подданных. 

### Экономическая история
Согласно феминистской экономике мейнстримная экономика непропорционально развита среди мужчин европейского происхождения, гетеросексуальных, среднего и высшего среднего класса,  что  приводит к подавлению жизненного опыта всего многообразия людей мира (женщины, дети, люди из нетрадиционных семей)
Мишель Пужоль указывает на следующие исторически сложившиеся предположения о женщинах:
- Все женщины замужем, а если ещё нет, то выйдут замуж, и у всех женщин будут дети.
- Все женщины экономически зависят от родственника-мужчины.
- Все женщины являются (и должны быть) домохозяйками в силу своих репродуктивных возможностей.
- Женщины непроизводительны в промышленной сфере.
- Женщины — нерациональные, неспособные экономические агенты, и им нельзя доверять принятие правильных экономических решений.

Примеры исторического участия женщин в экономической мысли приводит Эдит Кейпер, обсуждая связь Адама Смита с феминистским дискурсом о роли женщин во Франции и Англии XVIII века. В своих работах Смит, как правило, поддерживал статус-кво в вопросах женщин и «терял из виду разделение труда в семье и вклад женской экономической работы». В ответ она указывает на работы Мэри Колльер, такие как «Труд женщины »(англ. Woman's Labour, 1739), чтобы помочь понять современный Смиту опыт женщин и заполнить эти пробелы.

### Формирование макроэкономических теорий
Центральный элемент феминистской экономики — попытка изменить теоретическое моделирование экономики, чтобы уменьшить гендерную предвзятость и неравенство. Феминистские макроэкономические исследования фокусируются на международных потоках капитала, жёсткой бюджетной экономии, дерегулировании и приватизации, денежно-кредитной политике, международной торговле и т. д. Изменения принимают три основные формы: гендерная дезагрегация, добавление гендерных макроэкономических переменных и создание двухсекторной системы.

#### Гендерная дезагрегация
Гендерная дезагрегация, как метод экономического анализа, направлена на преодоление гендерной предвзятости, показывая, как мужчины и женщины различаются в своем потреблении, инвестициях или сбережениях. Стратегии гендерной дезагрегации оправдывают разделение макроэкономических переменных по признаку пола. Коркут Эртюрк и Нилюфер Чагатай показывают, как феминизация труда стимулирует инвестиции, а рост женской активности в домашнем хозяйстве увеличивает сбережения. Согласно этой модели у экономики больше шансов восстановиться после спадов, если женщины больше участвуют в рабочей силе.

#### Гендерные макроэкономические переменные
Бернард Уолтерс показывает, что традиционные неоклассические модели не в состоянии адекватно оценить работу, связанную с воспроизводством, поскольку предполагают, что население и рабочая сила определяются экзогенно, не учитывая тот факт, что вклад создается посредством труда по уходу, который непропорционально часто выполняют женщины. Образование женщин оказывает положительное статистически значимое влияние на производительность труда, более сильное, чем образование мужчин. В обоих случаях экономисты подчёркивают и рассматривают гендерные предубеждения макроэкономических переменных, чтобы показать, что гендер играет значительную роль в результатах моделей.

#### Двухсекторная система
Двухсекторный системный подход рассматривает экономику как две отдельные системы:
- со стандартными макроэкономическими переменными
- с гендерно-специфическими переменными.

Уильям Дарити разработал двухсекторный подход для экономик с низким доходом, основанных на фермерском хозяйстве, показав, что в товарной сельскохозяйственной деятельности натуральное хозяйство зависело от труда женщин, в то время как производство дохода зависело от труда как мужчин, так и женщин. Эта модель показывает, что когда мужчины контролируют производство и доход, они стремятся максимизировать доход, убеждая женщин вкладывать дополнительные усилия в производство товарных культур, в результате чего рост товарных культур происходит за счет натурального производства.

### Благополучие
Многие феминистские экономисты утверждают, что экономика должна быть сосредоточена не столько на механизмах (например, доходе) или теориях (например, утилитаризме), сколько на благополучии — многомерной концепции, включающей доход, здоровье, образование, расширение прав и возможностей и социальный статус. Они утверждают, что экономический успех нельзя измерять только товарами или валовым внутренним продуктом, но его следует измерять и благосостоянием людей. Необходимость учитывать индивидуальные права и потребности побуждает феминистских экономистов изучать здоровье, долголетие, доступ к собственности, образованию и связанные с этим факторы.
Бина Агарвал и Прадип Панда иллюстрируют, что имущественный статус женщины (например, владение домом или землей) напрямую и значительно снижает её шансы подвергнуться домашнему насилию, в то время как занятость не имеет большого значения, владение недвижимостью повышает самооценку и экономическую безопасность женщин, укрепляя их запасные позиции и расширяя их возможности и влияние на переговорах.
Амартия Сен, Сакико Фукуда-Парр и другие разработали альтернативы валовому внутреннему продукту, такие как Индекс развития человеческого потенциала. Другие модели, представляющие интерес для экономистов-феминисток, включают трудовую теорию стоимости, которая была наиболее подробно разработана в „Капитале“ Карла Маркса . Эта модель рассматривает производство как социально сконструированный человеческий проект и переопределяет заработную плату как средство зарабатывания на жизнь. Это переориентирует экономические модели на врожденные желания и потребности человека, а не на денежные стимулы.

#### Подход, основанный на возможностях человека
Экономисты Амартия Сен и философ Марта Нуссбаум создали альтернативный способ оценки экономического успеха, основанный на идеях экономики благосостояния и сосредоточенный на потенциале человека делать и быть тем, что он или она может выбрать для себя в качестве ценности — подход, основанный на человеческих возможностях. В то время, как традиционные экономические показатели успеха ориентированных на ВВП, полезность, доход, активы или другие денежные показатели, подход, основанный на возможностях, фокусируется на том, что способны делать люди, привлекая внимание к культурной, социальной и материальной динамике благополучия. Марта Нуссбаум расширила модель, предложив более полный список основных возможностей, включая жизнь, здоровье, телесную целостность, мышление и многое другое. «Подход, основанный на возможностях» оказал влияние на создание новых моделей, включая Индекс развития человеческого потенциала (ИРЧП) ООН.

### Бытовой торг
Гэри Беккер и новые экономисты ввели изучение „семьи“ в традиционную экономику,  предполагающую, что семья — это единая, альтруистическая ячейка, внутри которой деньги распределяются поровну. По мнению экономистов-феминисток, эти модели „поддерживают традиционные ожидания относительно полов“ и применяют индивидуалистические модели рационального выбора для объяснения домашнего поведения. Феминистские экономисты учитывают эксплуататорские сексуальные и гендерные отношения, семьи с одним родителем, однополые отношения, семейные отношения с детьми и последствия воспроизводства. В частности, феминистские экономисты выходят за рамки унитарных моделей домохозяйств и теории игр, чтобы показать разнообразие опыта домохозяйств.
Бина Агарвал, критикуя общепринятую модель, помогла лучше понять переговорную силу внутри домохозяйства, так отсутствие у женщин власти и внешних возможностей мешает им договариваться в семье. Амартия Сен показывает, как социальные нормы, обесценивающие неоплачиваемый труд женщин в домашнем хозяйстве, часто ставят женщин в невыгодное положение при ведении внутрисемейных переговоров. Эти феминистские экономисты утверждают, что подобные заявления имеют важные экономические последствия.

### Экономика ухода
Феминистские экономисты присоединяются к ООН и другим организациям, декларируя, что работа по уходу, как один из видов работы, включающий все задачи, связанные с уходом— основа экономического развития и благополучия человека. Феминистские экономисты изучают как оплачиваемый, так и неоплачиваемый домашний труд, показывая, что женщины несут непропорционально большую ответственность за выполнение такой работы по уходу.
Сабина О’Хара утверждает, что забота является основой всей экономической деятельности и рыночной экономики, подчеркивая поддерживающий характер услуг по уходу, предлагаемых за пределами формальной экономики.
Риана Эйслер утверждает, что нужна экономическая система, которая позволит сделать видимой важную работу по заботе о людях и природе. Необходим учёт деятельности следующих трёх секторов, выполняющих большую часть работы по уходу:
- домохозяйства
- натуральное хозяйство
- волонтёрская общественная экономика.

Необходимы изменение существующих экономических показателей с добавлением индикаторов общественного богатства. Эти показатели продемонстрируют колоссальную окупаемость инвестиций (ROI) в заботу о людях и природе. Психологические исследования показали, что когда люди чувствуют себя хорошо, когда о них заботятся, они более продуктивны и креативны. В результате экономика ухода имеет положительные внешние эффекты, такие как повышение качества человеческого капитала.
В большинстве стран существует гендерная система ценностей, обесценивающая или даже маргинализирующая женщин и женственность, заботу. Переход от доминирования к партнерству и создание новой экономической модели предлагается в книге „Истинное богатство наций: создание заботливой экономики“. Согласно книге, вклад людей и природы представляет собой истинное богатство общества, и экономическая политика и практика должны поддерживать заботу об обоих.
Феминистские экономисты также подчеркивают проблемы власти и неравенства в семьях и домохозяйствах. Рэнди Альбельда показывает связь работы по уходу и дефицита времени, испытываемый матерями-одиночками в Соединённых Штатах. Аналогичным образом Сара Гэммейдж изучает последствия неоплачиваемой работы по уходу, выполняемой женщинами в Гватемале. Работа кафедры исследований равенства в Университетском колледже Дублина, в частности работа Сары Кантильон, была сосредоточена на неравенстве в домашних условиях даже в богатых домохозяйствах.
Работа по уходу за плату влечёт такие последствия, как потенциальную возможность эксплуатации и влияние на жизнь работников сферы ухода.
Системное исследование способов измерения или не измерения женского труда было проведено Мэрилин Уоринг (см . Если бы женщины считались) и другими в 1980-х и 1990-х годах. Эти исследования повлияли на теорию социального капитала и индивидуального капитала, возникшую в конце 1990-х годов и, наряду с экологической экономикой, повлиявшую на современную теорию развития человека . (См. также статью «Гендер и социальный капитал »).

### Неоплачиваемая работа
Неоплачиваемая работа может включать в себя работу по дому, работу по уходу, работу по обеспечению средств к существованию, неоплачиваемый рыночный труд и добровольную работу. Эти виды работы можно рассматривать как способствующие воспроизводству общества.
Домашняя работа —поддержание порядка в доме. Работа по уходу — забота о нуждающемся в поддержке из-за возраста, физических или обучаемых нарушений или болезни, включая психическое заболевание; воспитание детей. Работа по уходу подразумевает „тесное личное или эмоциональное взаимодействие“. В эту категорию также включен „уход за собой“, в который включены свободное время и занятия. Работа для обеспечения средств к существованию — работа, выполняемая для удовлетворения основных потребностей (например, сбор воды), но не имеющая рыночной стоимости. Последняя редакция международной Системы национальных счетов (СНС) категорирует некоторые виды этих работ, но они плохо измеряются большинством обследований. Неоплачиваемая рыночная работа — это „прямой вклад неоплачиваемых членов семьи в рыночную работу, которая официально принадлежит другому члену домохозяйства“. Добровольная работа — это обычно работа, выполняемая для лиц, не являющихся членами домохозяйства, но за незначительное вознаграждение или вообще без него.

#### Система национальных счетов
Каждая страна измеряет объём своего экономического производства в соответствии с Системой национальных счетов (СНС), спонсируемой в основном Организацией Объединенных Наций (ООН), но реализуемой в основном другими организациями, такими как Европейская комиссия, Международный валютный фонд (МВФ), Организация экономического сотрудничества и развития (ОЭСР) и Всемирный банк . Неоплачиваемые домашние услуги исключены, за что феминистские экономисты критиковали СНС. так как игнорируется основной и необходимый труд.
Индекс гендерного развития (GDI) и Показатель расширения прав и возможностей женщин (GEM) не включает в себя значительную часть неоплачиваемой работы, поэтому феминистская экономика призывает к более комплексному индексу, который включал бы участие в неоплачиваемой работе.
Признание неоплачиваемого труда в отчетах СНС и приверженность ООН измерению и оценке неоплачиваемого труда, с упором на работу по уходу, выполняемую женщинами было подтверждено на Четвёртой всемирной конференции ООН по положению женщин (1995).

#### Измерение неоплачиваемой работы
Метод измерения неоплачиваемого труда — Исследование использования времени (внедрён в 20 развивающихся странах на 2006 год). Измерение использования времени включает сбор данных о том, сколько времени мужчины и женщины тратят ежедневно, еженедельно или ежемесячно на определённые виды деятельности, которые подпадают под категории неоплачиваемой работы.
Методы сбора этих данных включают опросы, глубинные интервью, дневники и включенное наблюдение. Дневники использования времени генерирует более подробную информацию и фиксирует больше вариаций, чем заранее заданные вопросы. Однако  включенное наблюдение, „когда исследователь проводит длительные периоды времени в домохозяйствах, помогая и наблюдая за трудовым процессом“, генерирует более точную информацию, поскольку исследователь может убедиться, что исследуемые точно сообщают о том, какие действия они выполняют.

##### Точность
Первой проблемой измерения неоплачиваемого труда является проблема сбора точной информации. Может не учитываться многозадачность — например, мать может собирать древесное топливо, пока ребёнок находится в том же месте, поэтому ребёнок находится под её присмотром, пока она выполняет другую работу. Включённое наблюдение подвергалось критике за то, что оно „настолько трудоёмко, что может быть сосредоточено только на небольшом количестве домохозяйств“, и, таким образом, ограничено в объёме информации, которую оно может использовать для сбора.
Может недооцениваться время, затрачиваемое на привычные действия». Измерение времени также может быть проблематичным, поскольку «самые медленные и неэффективные работники [по-видимому] несут наибольшую нагрузку». .
Мужчины и женщины могут уделять одинаковое количество времени ответственности за детей, но стандарты ухода мужчин могут ограничиваться тем, чтобы дети не пострадали, поэтому мужчины могут смотреть телевизор, игнорировать грязные подгузники, оставляя их до возвращения матери.. Наиболее обременённые люди могут не иметь возможности участвовать в исследованиях: «Обычно женщины с самой большой рабочей нагрузкой решают не участвовать в этих исследованиях».

##### Сравнимость
Сравнения между странами в настоящее время затруднены из-за различий в классификации и номенклатуре видов деятельности. Углублённые исследования могут быть единственным способом получить необходимую информацию. Отсутствует адекватная универсальная терминология при обсуждении неоплачиваемого труда. «Работающие матери» обычно считаются наёмными работницами, несмотря на утверждения феминисток о том, что «каждая мать — работающая мать». Отсутствуют термины для совмещения домашнего труда и оплачиваемой работы.

##### Сложность
Исследования использования времени теперь учитывают вопросы многозадачности, разделяя основные и второстепенные виды деятельности. Однако не все исследования принимают во внимание тот факт, что часто несколько задач выполняются одновременно, что задачи пересекаются и что границы между работой и отношениями часто неясны (женщина готовит ужин, убирая белье, варит кофе своему супругу, пьёт кофе и болтает с ним, а также занимается детьми). Игра с ребёнком может быть отнесена к категории работы по уходу за развивающимися детьми. Присмотр за детьми (косвенная работа по уходу) вообще может не рассматриваться как деятельность и недооцениваться.

#### Оценка времени
Три метода определения стоимости неоплачиваемого труда:
- метод альтернативных издержек
- метод восстановительной стоимости
- метод затрат и выпуска.

Метод альтернативных издержек «использует заработную плату, которую человек мог бы получить на рынке», чтобы определить, насколько ценно его рабочее время. Этот метод экстраполирует идею альтернативных издержек, принятую в традиционной экономике.
В методе восстановительной стоимости измеряется сумма денег, которую могла бы получить третья сторона за выполнение той же работы, если бы она была частью рынка. Стоимость работы человека, убирающего дом в течение часа, равна почасовой оплате труда горничной. В рамках этого метода существует два подхода:
- метод общей стоимости замещения, который проверяет, «можно ли, например, взять заработную плату обычного домашнего работника, который мог бы выполнять различные задачи, включая уход за детьми»
- метод специальной стоимости замещения, цель которого — различить различные домашние задачи и выбрать соответствующие замены.

Третий метод — метод затрат «затраты-выпуск». При этом учитываются как затраты на вводимые ресурсы, так и любая добавленная домохозяйством стоимость. «Например, стоимость времени, затраченного на приготовление еды, можно определить, спросив, сколько может стоить покупка аналогичной еды (выпуск) на рынке, а затем вычтя стоимость капитальных товаров, коммунальных услуг и сырья, затраченных на эту еду. Этот остаток представляет собой стоимость других факторов производства, в первую очередь труда».

##### Трудность установления денежных уровней
Одно из критических замечаний по поводу оценки времени касается выбора денежных уровней (если выполняется более одного вида деятельности или производится более одного результата). Другая проблема касается различий в качестве между товарами, поступающими на рынок, и товарами для домохозяйств. Допускается, что рынок предоставляет идеальные заменители нерыночной работы. Заработная плата на рынке услуг, может неточно отражать фактическую альтернативную стоимость времени, потраченного на домашнее производство; а заработная плата, используемая в методах оценки, поступает из отраслей, где заработная плата уже занижена из-за гендерного неравенства, и поэтому не будет точно оценивать неоплачиваемую работу. Связанный с этим аргумент заключается в том, что рынок «принимает существующее разделение труда по половому признаку и неравенство в оплате труда как нормальное и не вызывающее проблем. При таком базовом предположении, лежащем в основе их расчетов, полученные оценки служат укреплению гендерного неравенства, а не оспаривают подчиненное положение женщин».

##### Критика альтернативной стоимости
Каждый метод оценки подвергается критике. Метод альтернативных издержек «зависит от потерянного заработка работника, так что туалет, вымытый юристом, имеет гораздо большую стоимость, чем туалет, вымытый уборщиком». Также и один человек может быть неединообразным в течение всего дня или по дням недели. Также существует вопрос о том, следует ли вычитать какое-либо удовольствие от деятельности из оценки альтернативных издержек.

##### Трудности с восстановительной стоимостью
Критика метода восстановительной стоимости:
- Какие виды работ следует использовать в качестве замещения? Например, следует ли «рассчитывать расходы на уход за детьми с использованием заработной платы работников детских садов или детских психиатров»?[65]
- низкие заработные платы в отраслях, где преобладают женщины приводят к недооценке неоплачиваемого труда
- уровни образования должны быть сопоставимы, например, «стоимость времени, которое родитель с высшим образованием тратит на чтение вслух своему ребёнку, следует определять, спрашивая, сколько будет стоить нанять работника с высшим образованием, который будет делать то же самое, а не исходя из средней заработной платы домработницы»[60].

##### Трудности с методами ввода-вывода
Критика методов «затраты-выпуск» состоит в сложности определения и измерения результатов деятельности домохозяйств, а также проблемы вариации домохозяйств.

#### Результаты и экономические последствия неоплачиваемого труда
В 2011 году было проведено широкомасштабное исследование с целью определения объёма неоплачиваемой работы по дому, выполняемой жителями разных стран (26 стран ОЭСР). Среднее количество часов, затрачиваемых в день на неоплачиваемую домашнюю работу—от 2 до 4 часов. Большую её часть выполняют женщины, даже работающие. Замужние матери набирают 84 часа работы в неделю по сравнению с 79 часами в неделю для незамужних матерей и 72 часами в неделю для всех отцов, независимо от того, женаты они или нет.
Истинная экономическая стоимость неоплачиваемого труда, которая не учитывается в таких показателях, как валовой внутренний продукт, огромна. В Соединённых Штатах этот показатель оценивается в 20-50 % (триллионы долларов в год). В Великобритании достигает 70 %. Поскольку эта неоплачиваемая работа в основном выполняется женщинами и не отражается в экономических показателях, это приводит к тому, что вклад женщин обесценивается в обществе.

### Формальная экономика
Феминистская экономика исследует причины и последствий профессиональной сегрегации, гендерного разрыва в оплате труда и « стеклянного потолка». Неоклассические экономические теории 1960-х и 1970-х годов объясняли эти явления как результат свободного выбора, сделанного женщинами и мужчинами, которые просто имели разные способности или предпочтения. Феминистские экономисты указывали на важную роль стереотипов, сексизма, патриархальных убеждений и институтов, сексуальных домогательств и дискриминации. Также были изучены обоснования и последствия антидискриминационных законов, принятых во многих индустриальных странах, начиная с 1970-х годов.
В последние десятилетия XX века женщины освоили бывшие «мужские» профессии — особенно в медицине. Гендерный разрыв в оплате труда сохраняется и сокращается медленнее. Мэрилин Пауэр, Эллен Мутари и Дебора М. Фигарт, исследовали гендерный разрыв в оплате труда и обнаружили, что процедуры установления заработной платы определяются не рыночными силами, а силой субъектов, культурным пониманием ценности труда и того, что составляет достойную жизнь, а также социальными гендерными нормами.
В последние годы всё больше внимания уделяется дискриминации в отношении лиц, осуществляющих уход. Поскольку многие политики бизнеса и правительства были разработаны для удовлетворения потребностей «идеального работника» (то есть традиционного работника-мужчины, у которого не было таких обязанностей), а не работников, осуществляющих уход, результатом стало неэффективное и несправедливое отношение.

### Глобализация
Феминистская экономика изучает влияние глобализации на женщин (соотношение глобализации и социальной справедливости) . Часто для получения этих данных используются страновые тематические исследования.
Лурдес Бенерия утверждает, что экономическое развитие на глобальном Юге во многом зависит от улучшения репродуктивных прав, гендерно-справедливых законов о собственности и наследовании, а также политики, учитывающей долю женщин в неформальной экономике. Налия Кабир обсуждает влияние социального положения, которое будет обеспечивать соблюдение глобальных трудовых стандартов посредством международных торговых соглашений, опираясь на полевые исследования в Бангладеш. Она утверждает, что, хотя эти рабочие места могут показаться эксплуататорскими, для многих работников в этих сферах они предоставляют возможности и способы избежать более эксплуататорских ситуаций в неформальной экономике.
Сюзанна Бержеронанализирует исследования о шри-ланкийских, малазийских и филиппинских работницах в зонах свободной торговли как пример местного сопротивления глобализации. Женщины используют свои заработки для создания женских центров, целью которых является предоставление юридических и медицинских услуг, библиотек и кооперативного жилья членам местного сообщества. Бержерон подчеркивает, что такие усилия дают женщинам возможность взять под контроль экономические условия, усилить чувство индивидуализма и изменить темпы и направление самой глобализации.
Сюзанна Бержерон фокусируется на типичных теориях глобализации как «быстрой интеграции мира в единое экономическое пространство» посредством потока товаров, капитала и денег, чтобы показать, как они исключают некоторых женщин и обездоленных. Традиционное понимание глобализации чрезмерно подчеркивает силу глобальных потоков капитала, единообразие опыта глобализации среди всех слоёв населения, а также технические и абстрактные экономические процессы и, следовательно, неверно описывает политическую экономию глобализации. Феминистки изображают процесс глобализации как процесс, который может изменяться и приводиться в движение отдельными экономическими субъектами, включая женщин. Она также объясняет, что сама концепция глобализации является гендерно предвзятой, поскольку её описание как «доминирующей, единой [и] преднамеренной» по своей сути является маскулинизированным и вводит в заблуждение. Она предлагает феминисткам критиковать подобные нарративы, показывая, насколько «глобальная экономика» сложна, децентрализована и неясна.

### Антирост и экологическая экономика
Феминистская и экологическая экономика до сих пор не слишком тесно взаимодействовали друг с другом. Подход, основанный на антиросте, критикует капиталистическую экономическую парадигму, увековечивающую существующую гендерную и экологическую несправедливость. Предлагается разделение труда в целях борьбы с ростом.
Современная экономическая модель рассматривает время как дефицитный ресурс, который необходимо эффективно распределять, в то время как в домашнем хозяйстве и сфере ухода использование времени зависит от ритма жизни.
Предлагается поставить заботу в центр общества, тем самым призывая к радикальному переосмыслению человеческих отношений. Концепция возникла на глобальном Севере и направлена в основном на сокращение экономического (и, следовательно, материального) потока богатых обществ.

## Методология

### Междисциплинарный сбор данных
Многие феминистские экономисты оспаривают мнение о том, что только «объективные» (часто предположительно количественные) данные являются достоверными, предлагая использовать наборы данных из других дисциплин, или посредством более широкого использования качественных методов. Кроме того, многие феминистские экономисты предлагают использовать нетрадиционные стратегии сбора данных, такие как «использование схем учёта роста, проведение эмпирических проверок экономических теорий, изучение примеров развивающихся стран и проведение исследований на концептуальном и эмпирическом уровнях».
Междисциплинарный сбор данных рассматривает системы с определённой моральной позиции и точки зрения, а не пытается занять позицию нейтрального наблюдателя. Феминистские экономисты утверждают, что слишком много теорий претендуют на представление универсальных принципов, но на самом деле представляют мужскую точку зрения под видом « взгляда из ниоткуда».

### Этическое суждение
Феминистские экономисты утверждают, что „ этические суждения являются обоснованной, неизбежной и, по сути, желательной частью экономического анализа“. Лурдес Бенерия утверждает, что суждения о политике, ведущей к большему благосостоянию, должны быть центральными в экономическом анализе. Шахра Разави говорит о необходимости смещения приоритетов с „зарабатывания денег“ или „производства вещей“ на „создание приемлемой жизни“.

### Исследования конкретных случаев в странах
Феминистская экономика используют исследования в развивающихся и часто недостаточно изученных странах или группах населения. Например, Майкл Кевейн и Лесли С. Грей изучают, как гендерные социальные нормы играют центральную роль в понимании сельскохозяйственной деятельности в Буркина-Фасо. Кристина Карраско и Арантса Родригес изучают экономику ухода в Испании. Подобные исследования показывают важность местных социальных норм, государственной политики и культурных ситуаций. Феминистские экономисты рассматривают такие различия как важнейший фактор, который необходимо включить в экономическую теорию.

### Альтернативные меры успеха
Феминистские экономисты призывают изменить подход к измерению экономического успеха, акцентировав внимание на способности политики привести общество к социальной справедливости и улучшить жизнь людей посредством конкретных целей, включая справедливое распределение, равенство, всеобщее удовлетворение потребностей, ликвидацию нищеты, свободу от дискриминации и защиту человеческих возможностей.

#### Индекс развития человеческого потенциала (ИРЧП)
Феминистские экономисты используют индекс развития человеческого потенциала в качестве комплексного статистического показателя для оценки стран по их общему уровню развития человеческого потенциала. ИЧР учитывает широкий спектр показателей, выходящих за рамки денежных соображений, включая продолжительность жизни, грамотность, образование и уровень жизни во всех странах мира.

#### Индекс гендерного развития (GDI)
Индекс развития с учётом гендерных факторов (GDI, 1995), был предложен в Докладе о развитии человеческого потенциала, подготовленном Программой развития Организации Объединённых Наций. GDI учитывает не только средний или общий уровень благосостояния и богатства в данной стране, но и то, как это богатство и благосостояние распределяются между различными группами в обществе, особенно между полами. Однако феминистские экономисты не все согласны с использованием GDI, и некоторые предлагают его усовершенствования.

#### Индекс социальных институтов и гендера (SIGI)
Индекс социальных институтов и гендера (SIGI) — показатель гендерного неравенства, рассчитываемый путем анализа социальных институтов, общественной практики и правовых норм, а также того, как эти факторы в значительной степени формируют гендерные нормы в обществе. Проведя анализ институциональных источников гендерного неравенства в более чем 100 странах, SIGI доказал, что он позволяет получить новые сведения о результатах для женщин, даже если учитывать другие факторы, такие как религия и регион мира. Рейтинги SIGI во многом отражают рейтинги HDI: лидируют такие страны, как Португалия и Аргентина, а такие страны, как Афганистан и Судан, значительно отстают.

## Организации
Множество организаций находятся под влиянием феминистской экономики.

### Международная ассоциация феминистской экономики
Международная ассоциация феминистской экономики (IAFFE), созданная в 1992 году, независима от Американской экономической ассоциации (AEA) и стремится бросить вызов мужским предубеждениям в неоклассической экономике. Она также открыта для учёных из других областей, а также для активистов, не являющихся учеными, и в настоящее время насчитывает более 600 членов в 64 странах. Хотя большинство основателей IAFFE проживали в США, большинство нынешних членов организации находятся за пределами США. В 1997 году IAFFE получила статус неправительственной организации в Организации Объединённых Наций.

### Журналфеминистской экономики
Журнал Feminist Economics ( редакторы Диана Штрассманн из Университета Райса и Гюнсели Берик из Университета Юты) — рецензируемый журнал, открытая площадка для диалога и дебатов о феминистских экономических перспективах. В 1997 году журнал был удостоен премии Совета редакторов и научных журналов (CELJ) как лучший новый журнал. В индексе цитирования социальных наук ISI за 2007 год журнал Feminist Economics занял 20-е место из 175 среди экономических журналов и 2-е место из 27 среди журналов по женским исследованиям.

## Программы магистратуры
Программ магистратуры по всему миру предлагают курсы и специальности по феминистской экономике (если ниже не указано иное, эти предложения относятся к экономическим факультетам):
- American University
- School of Public Policy and Administration at Carleton University
- Colorado State University
- Institute of Social Studies
- Gender Institute of the London School of Economics
- Makerere University
- University of Massachusetts Amherst
- The Masters in Applied Economics and Public Policy programs at the University of Massachusetts Boston
- University of Nebraska–Lincoln
- The New School for Social Research
- University of Reading
- Roosevelt University
- Department of Women's and Gender Studies at Rutgers University
- Discipline of Political Economy at the University of Sydney
- University of Utah
- York University (Toronto)
- Wright State University